# HD 192263 b
HD 192263 b, es un planeta extrasolar, gigante gaseoso con una masa que podría ser de al menos tres cuartas partes de la del planeta Júpiter. Orbita la estrella en una órbita circular completando una revolución cada 24 días aproximadamente
En año 2002 la existencia del planeta se puso en duda: Se había observado que la estrella tenía variaciones fotométricas en su estallido, que tenían el mismo periodo y velocidad del planeta. La señal podía venir de estas variaciones en lugar del planeta orbitando la estrella. Finalmente, en el año 2003 se confirmó la existencia del planeta.